# Bánky Viktor
Bánky Viktor, Koncsics Gyula Viktor (Nagydorog, 1899. július 28. – München, 1967. március 13.) vágó, filmrendező, forgatókönyvíró. Bánky Vilma színésznő testvére.

## Életpályája
Szülei Bánky (Koncsics) János tisztviselő és Ulbert Katalin színésznő voltak. Az Iparművészeti Főiskola grafika szakán tanult egy évig, de félbehagyta, és tisztviselő lett. 1922-ben elvégezte a Színművészeti Akadémiát is.  1920-ban húgával Bánky Vilmával, Bolváry  Gézával  és  Lóth  Ilával Münchenbe került, ekkor kezdődött  filmes  pályafutása.  Néhány  kisebb  filmszerep  után  Havannába  költözött, majd onnan az időközben híres filmcsillaggá vált húga segítségével Hollywoodba került. Hazatérve 1933. november 25-én Keéry Panni (Kirchner Anna) színésznővel kötött házasságot. 1939-ig filmvágó volt, majd 1942-től kezdve szélsőjobboldali filmeket rendezett és fasiszta eszmék hirdetőjévé vált (Őrségváltás). Az 1938-as első zsidótörvény rendelkezése alapján felállított Színház- és Filmművészeti Kamara egyik vezetőjeként még a második zsidótörvény megjelenése előtt 6 százalékra csökkentették a zsidónak minősülő kamarai tagok számát. 1945 után Őrségváltás című 1942-ben forgatott antiszemita propagandafilmje miatt a népbíróság népellenes bűncselekmény miatt hat hónap börtönre ítélte. A politikai tevékenysége miatt külföldre távozott és többnyire Nyugat-Németországban élt. 1947-ben elvált.

## Filmjei
| - Egy éj Velencében (1934) - Az iglói diákok (1934) - Szerelmi álmok (1935) - Pacsirta (1936) - A férfi mind őrült (1937) - A kölcsönkért kastély (1937) - A Noszty fiú esete Tóth Marival (1938) - Magdát kicsapják (1938) - Elcserélt ember (1938) - Borcsa Amerikában (1938) - Cifra nyomorúság (1938) - A leányvári boszorkány (1938) - Varjú a toronyórán (1938) - János vitéz (1939) - Érik a búzakalász (1939) - Pénz áll a házhoz (1939) - 5 óra 40 (1939) - A miniszter barátja (1939) (rendező és forgatókönyvíró is) - Ma, tegnap, holnap (1941) (rendező és forgatókönyvíró is) - András (1941) (rendező is) | - A bor (1933) - Rád bízom a feleségem (1937) - Bors István (1939) - Áll a bál (1939) (forgatókönyvíró is) - Igen vagy nem? (1940) - Eladó birtok (1941) - Tokaji aszú (1941) (forgatókönyvíró is) - Az ördög nem alszik (1941) - Régi keringő (1941) - Keresztúton (1942) - Kölcsönkért férjek (1942) - Dr. Kovács István (1942) - Őrségváltás (1942) - Szerető fia, Péter (1942) - Házassággal kezdődik (1943) - Makacs Kata (1943) - Kölcsönadott élet (1943) - Boldoggá teszlek (1944) (forgatókönyvíró is) - A Benedek-ház (1944) - Makkhetes (1944) - A hegyek lánya (1942) |